# Afscheider

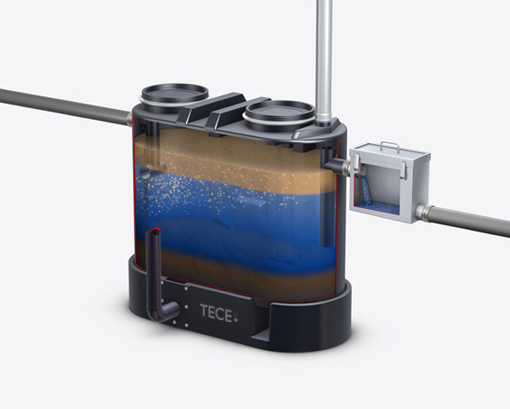
Een vetafscheider: vet drijft boven, vuil bezinkt en het water zit ertussenin

Een afscheider, slibvanger of separator is een scheidingsput in het rioolstelsel die dient om bezinkbaar en drijvend vuil uit het afvalwater te halen. Zo wordt voorkomen dat bepaalde ongewenste stoffen het rioolstelsel verstoppen of beschadigen. Vooral vet kan doordat het na biologische afbraak in het rioolstelsel vetzuren vormt het riool aantasten. Vet kan ook de rioolwaterzuiveringsinstallatie onnodig belasten of bij overstort door hevige regenbuien in het oppervlaktewater terechtkomen.

## Afscheidingsinstallaties
Bedrijven dienen bij lozing van afvalwater op het riool afscheiders te gebruiken. De voor het milieu schadelijke stoffen worden daarmee uit het water afgescheiden en opgeslagen. Een afscheidingsinstallatie bestaat uit twee putten of twee afzonderlijke ruimten in een put: de slibvangruimte (ook wel slibvanger of slibvangput genoemd) en de olie- of vetafscheider. Er zijn ook geïntegreerde afscheiders mogelijk waarbij beide ruimten zijn gecombineerd.

### Types
- Olieafscheiders of oliebenzineafscheider (OBAS) worden onder andere gebruikt bij tankstations, werkplaatsen, garages, wasplaatsen, parkeerterreinen, opslag gevaarlijke stoffen om zand, slib en minerale olie in het afvalwater tegen te houden.

- Vetafscheiders (c.q. vetputten, vetvangers) zijn te vinden bij keukens van onder andere restaurants, snackbars, hotels, verzorgingshuizen, ziekenhuizen en (bedrijfs)kantines om slib, etensresten en het vet af te scheiden. Maar vetafscheiders worden ook ingezet bij (banket)bakkerijen, slagerijen en de levensmiddelenindustrie.

- Slibvangput voor het laten bezinken van slibdeeltjes < 63 µm.

- Zandvanger voor het laten bezinken van zanddeeltjes > 63 µm.

### Werking/eisen
Doordat het stromende afvalwater in de afscheider wordt afgeremd, vindt door het verschil in dichtheid van het vuil ten opzichte van het afvalwater afscheiding plaats in de vorm van bezinking (slib) en flotatie (olie of vet). Dit noemt men gravitaire afscheiding. De goede werking van de afscheider is afhankelijk van een lage en stabiele stroomsnelheid (een laminaire doorstroming) van het afvalwater gecombineerd met een bepaalde verblijftijd in de afscheider. Dit wordt bereikt door verschillende schotten in de afscheider en door het doorstroomoppervlak van de afscheider groot genoeg te maken. Daarnaast spelen factoren als periodiek onderhoud (lediging en reiniging), temperatuur van het afvalwater, gebruik van schoonmaakmiddelen (emulsievorming) mee. Emulsies worden niet verwijderd door een olie of vetafscheider, waardoor een verhoogde concentratie olie of vet achter de olie-vetafscheider gemeten kan worden. Om dergelijke vervuiling te verwijderen worden emulsiesplitsers of DAF-units (Dissolved Air Flotation) ingezet. Door middel van het toevoegen van chemicaliën (coagulator) wordt vervuiling gebonden en afgescheiden.
Om volledig gegarandeerd te zijn van een goed werkende afscheider kan men vragen naar een beproevingscertificaat dat aangeeft dat een afscheider een bepaald rendement geeft. Daarnaast kan men ook vragen naar een kwaliteitsgarantie van de constructie. Aangezien olie een bodembedreigende stof is, is het essentieel dat de afscheider vloeistofdicht is om bodemvervuiling op termijn te voorkomen. Bij betonnen afscheiders (een van de meest voorkomende) is het gewicht van de afscheider een goede graadmeter.
Verder onderscheidt men de volgende onderdelen in de afscheider: in- en uitlaat, rem- of verdeelschot, overloopschot en duikschotten. De afscheider dient soms afhankelijk van milieuwetgeving te worden gevolgd door een monsternameput zodat het bevoegd gezag het effluent van de afscheider kan bemonsteren en analyseren op gestelde lozingseisen. De monsternameput of controleput moet een zodanig verval hebben tussen in- en uitlaat, zodat de overheid in een stromende vloeistof een representatief monster kan nemen. De controleput moet bij geen toevoer volledig leeglopen en er mag geen water en vuil achterblijven. Zo kan men uitsluitend uit een stromende vloeistof een monster nemen.
Sanitair- en hemelwaterafvoeren mogen niet op de afscheider worden aangesloten. De afscheider wordt meestal bij voorkeur buiten het gebouw ingegraven en aan de bovenzijde op maaiveldhoogte voorzien van putdeksels. Vooral bij vetafscheiders moet op hygiënische gronden het binnen het gebouw plaatsen van een vetafscheider afgeraden worden. Tijdens het schoonmaken en ledigen komen schadelijke bacteriën vrij die levensmiddelen en bereidingsruimtes besmetten. Het plaatsen van een stationaire vetafscheider in een keuken is derhalve onmogelijk.
Een afscheider varieert doorgaans in grootte van 0,5 tot ± 10 m³. In specifieke gevallen zijn grotere afmetingen mogelijk. Als voorbeeld wordt bij een keuken met twee spoelbakken en een vaatwasser een type 4 vetafscheider ingezet met een minimale inhoud van 1000 liter.
De constructie, dimensionering, capaciteitsberekening en het onderhoud van afscheiders staan nader omschreven in de:
- Europese norm NEN-EN 858 voor olieafscheiders en NEN-EN 1825 voor vetafscheiders.
- De Nederlandse oude normeringen, NEN 7087 en NEN 7089, zijn niet meer van kracht. Maar afscheiders geplaatst voor 1 januari 2008 mogen binnen het Activiteitenbesluit nog wel voldoen aan deze normeringen op basis van het overgangsrecht.

### Onderhoud
Regelmatig moeten slib, olie of vet worden verwijderd uit de afscheider om te voorkomen dat deze doorspoelen naar het rioolstelsel. In de praktijk wordt de onderhoudsfrequentie door afscheiderproducenten bepaald door een maximale vullingsgraad van de afscheider, te weten: een maximale vulling van 50% slib in de slibvangruimte, een drijflaag vet van maximaal 16 cm in de vetafscheider of het bereiken van 4/5 van de maximale olieopslagcapaciteit in de olieafscheider. De Europese norm geeft aan dat een meetsysteem in de olieafscheider ingebouwd moet worden, welke de opgebouwde olielaag meet en een signaal geeft wanneer de maximale laag bereikt is. Dergelijke systemen zijn voor vetafscheiders ook voorhanden. Zo voorkom je onnodig onderhoud en kun je onderhoudskosten besparen.

## Voorschriften Nederland
Bedrijven mogen hun afvalwater alleen op het riool lozen onder bepaalde voorwaarden. Een afscheider kan worden verplicht als voorschrift in een omgevingsvergunning of als algemene regel gelden op basis van het Besluit activiteiten leefomgeving (Bal), omgevingsplan of waterschapsverordening.